# 内山晶太
内山 晶太（うちやま しょうた、1977年1月9日 - ）は、日本の歌人。千葉県八千代市出身。「短歌人」所属。

## 略歴
1992年より作歌をはじめる。1998年、「風の余韻」で第13回短歌現代新人賞受賞。2012年、第1歌集『窓、その他』を刊行。翌2013年、同歌集で第57回現代歌人協会賞を受賞。
短歌結社「短歌人」および、歌誌「pool」に所属。2017年、「短歌人」編集委員に就任。また、短歌同人誌「外出」（2019年創刊）メンバーでもある。
2021年、総合誌『短歌』（角川文化振興財団）にて上半期の「歌壇時評」を担当。
2025年には砂小屋書房の運営するサイト「日々のクオリア」にて隔日で一首評を連載。同年、短歌研究新人賞の選考委員に就任した。

## 著書

### 歌集
- 『歌集　窓、その他』 六花書林 、2012年9月。 ISBN 978-4-903480-69-5
  - 『歌集　窓、その他』（復刊）書肆侃侃房〈現代短歌クラシックス〉、2023年1月。ISBN 978-4-86385-557-1

### アンソロジー
- 『桜前線開架宣言：Born after 1970 現代短歌日本代表』山田航編著、左右社、2015年。ISBN 978-4-86528-133-0
- 『短歌タイムカプセル』東直子・佐藤弓生・千葉聡編著、書肆侃侃房、2018年。ISBN 978-4-86385-300-3